# Ennetbaden
Ennetbaden (toponimo tedesco) è un comune svizzero di 3 511 abitanti del Canton Argovia, nel distretto di Baden.

## Storia
Il comune di Ennetbaden è stato istituito il 22 dicembre 1819 per scorporo da quello di Baden.

## Monumenti e luoghi d'interesse

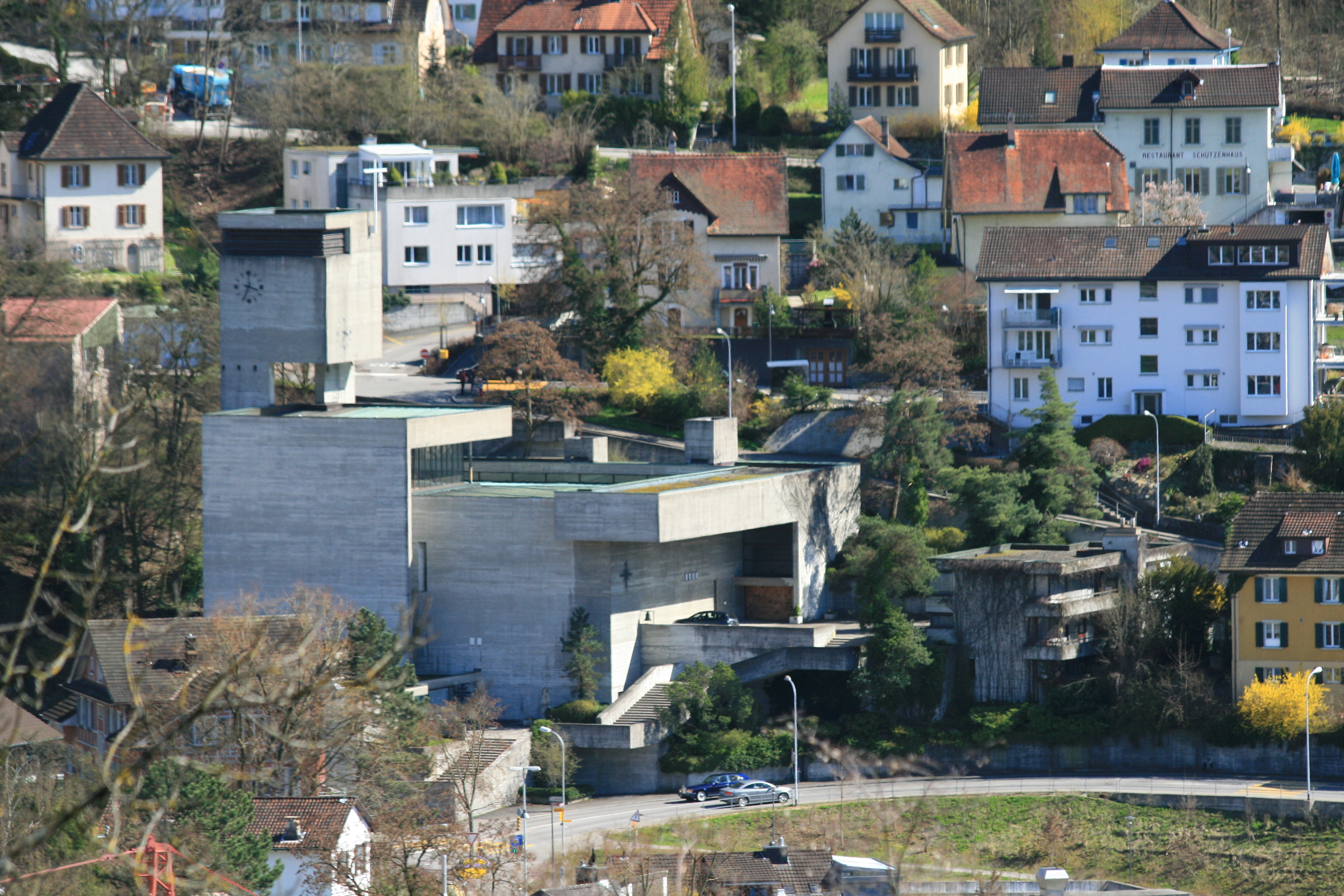
La chiesa cattolica di San Michele

- Chiesa cattolica di San Michele, eretta nel 1961-1965 da Hermann Baur[1].

## Società

### Evoluzione demografica
L'evoluzione demografica è riportata nella seguente tabella:
Abitanti censiti

## Amministrazione
Ogni famiglia originaria del luogo fa parte del cosiddetto comune patriziale e ha la responsabilità della manutenzione di ogni bene ricadente all'interno dei confini del comune.